# Епје (Жиронда)
Епје (фр. Espiet) насеље је и општина у југозападној Француској у региону Аквитанија, у департману Жиронда која припада префектури Либурн.
По подацима из 2011. године у општини је живело 720 становника, а густина насељености је износила 106,04 становника/km². Општина се простире на површини од 6,79 km². Налази се на средњој надморској висини од 55 метара (максималној 75 m, а минималној 14 m).

## Демографија
| 1962. | 1968. | 1975. | 1982. | 1990. | 1999. | 2011. |
| ----- | ----- | ----- | ----- | ----- | ----- | ----- |
| 411   | 429   | 388   | 395   | 435   | 532   | 720   |

График промене броја становника у току последњих година